# Dotawo
Dotawo war ein nubisches, christliches Königreich des hohen Mittelalters im heutigen südlichen Ägypten und dem angrenzenden Sudan.
Dotawo lag auf der Höhe des 2. Nil-Katarakts im Bereich des ersten christlich-nubischen Reiches Nobatia, das Ende des 7. Jahrhunderts dem südlich gelegenen Reich von Makuria zugeschlagen wurde. Die meisten Siedlungen wurden ab Mitte der 1960er Jahre vom Nassersee überflutet. Dotawo wird nicht in arabischen Quellen genannt, die sonst die wichtigsten Informationen zur nubischen Geschichte darstellen, doch erscheint dieses Königreich in einigen zeitgenössischen Dokumenten und in Graffiti. Die meisten Quellen stammen aus Qasr Ibrim, wo das Reich zum ersten Mal im 12. Jahrhundert aufgeführt wird. 
Die Hauptstadt war wohl Dschebel Adda, ein Berg am Ostufer des Nil, an dem das neuzeitliche nubische Dorf Abahuda (Abu Hoda) lag. Der Ort entspricht vermutlich dem in arabischen Quellen genannten Daw. Dort wurden in der Tat große Gebäudekomplexe gefunden, die eventuell sogar den Palast der Könige von Dotawo darstellen.
Die Geschichte Nubiens im hohen Mittelalter ist immer noch ungewiss. Alt Dunqula wurde 1365–1366 als Hauptstadt von Makuria aufgegeben, und es kann vermutet werden, dass die Hauptstadt von dort zum Berg Adda verlegt wurde. 
Aus vielen Quellen ist ersichtlich, dass das Königreich von Makuria verschiedene Vasallenkönigreiche unter sich hatte. Dotawo war anscheinend eines von diesen. Im 14. Jahrhundert scheint Makuria jedenfalls vollkommen in sich zusammengebrochen zu sein, und der Reststaat richtete sich beim Berg Adda ein, oder Dotawo war zumindest die einzige Provinz, die noch überlebte. Es war damit eines der letzten christlichen Reiche in Nubien. In Kulubnarti, einer kleinen Insel im Nil, bestand die letzte bekannte, christliche Gemeinde. Im Jahr 1518 wird noch ein „Herr von Nubien“ als Feind der Muslime genannt, womit eventuell der König von Dotawo gemeint war. Um 1560 war Nubien bis zum 3. Katarakt in türkischer Hand, so dass Dotawo anscheinend in der Zwischenzeit vernichtet worden ist.